# بیدار (آلبوم گادسمک)
بیدار دومین آلبوم رسمی گروه هوی متال امریکایی گادسمک می باشد و در ۳۱ اکتبر ۲۰۰۰ منتشر شد. ترانه ی "غرق شو" که در اولین دموی گادسمک قرار داشت بعد از سه سال از طریق این آلبوم منتشر شد. همچنین این آخرین آلبوم گروه با درامر "تامی استورات" بود. در سال ۲۰۰۱ ترانه ی "خون آشام" نامزد جایزه "بهترین ترانه ی بیکلام" شد.

## فهرست آهنگ‌ها
۱- تنفر از زندگی
۲- بیدار
۳- طعمه
۴- جادوی غلط
۵- غرق شو
۶- اشتباهات
۷- لغزش
۸- مرا ببخش
۹- خون آشام (بیکلام)
۱۰- سیاحت (بیکلام)
۱۱- مارپیچ
۲- Awake
۳- Greed
۴- Bad Magick
۵- Goin' Down
۶- Mistakes
۷- Trippin'
۸- Forgive Me
۹- Vampires
۱۰- The Journey
۱۱- Spiral

## پدید آورندگان
- سالی ارنا : آواز - ریتم گیتار - تهیه کننده
- تونی رامبولا : لید گیتار
- رابی مریل : بیس گیتار
- تامی استوارت : درامز
- مادراک : تهیه کننده
- یان برت : عکاس
- جی بامگاردنر : میکس
- کازین مایک : کارگردان
- نیت دوب : مهندس
- تد ینسن : مسترینگ
- کلی پاتریک مک بریج : عکاس
- کامرون وب : مهندس
- کاترینا چستر : هم آواز در ترانه ی "مارپیچ"